# Златариця (община)
Златариця (болг. Община Златарица) — община у Болгарії. Входить до складу Великотирновської області. Населення становить 4 636 осіб (станом на 1 лютого 2011 р.). Адміністративний центр громади — однойменне місто.